# Weeds ママの秘密
『Weeds ～ママの秘密』もしくは『WEEDS～ママの秘密』(Weeds) は2005年からアメリカ合衆国のショウタイム局で放送されているテレビシリーズ。
カリフォルニア州郊外に住む未亡人が、二人の息子を養うため、大麻の密売人になる姿を描く。主演はメアリー＝ルイーズ・パーカー。2006年のゴールデングローブ賞にて主演女優賞を受賞、エミー賞でも2007年から3年連続候補になっている。
本国アメリカではファイナルシーズン8の放送を終了した。
日本ではfoxlifeでシーズン4まで放送され、その後、Netflixで全話配信された。
2019年から続編の制作が噂されているが、実現していない。

## キャラクター
ナンシー・ボトウィン
演 - メアリー＝ルイーズ・パーカー、日本語吹替 - 佐々木優子
夫を急に亡くしてしまった若き未亡人。育ち盛りの息子二人を抱え、これまでの生活レベルを維持するために危険を承知で大麻の密売人となる。
セリア・ホーデス
演 - エリザベス・パーキンス、日本語吹替 - 斎藤恵理
ナンシーの友人。
ダグ・ウィルソン
演 - ケヴィン・ニーロン、日本語吹替 - 加藤亮夫
ナンシーの友人、会計士。
アンディ・ボトウィン
演 - ジャスティン・カーク、日本語吹替 - 加藤拓二
ナンシーの義理の弟。
サイラス・ボトウィン
演 - ハンター・パリッシュ、日本語吹替 - 清水裕亮
ナンシーの息子。長男。突然の父親の死にショックを受ける。
シェーン・ボトウィン
演 - アレクサンダー・グールド、日本語吹替 - 有賀由樹子（シーズン１〜４）、本城雄太郎（シーズン５〜）
ナンシーの息子。次男。
ヘイリア・ジェームズ
演 - トーニェ・パタノ、日本語吹替 - おまたかな
ナンシーに大麻を卸すディーラー。
コンラッド・シェパード
演 - ロマニー・マルコ、日本語吹替 - 高坂宙
ヘイリアでナンシーのビジネス・パートナー。
ディーン・ホーデス
演 ‐ アンディ・ミルダー、日本語吹替 - 丸山智行
セリアの夫で弁護士。アジア系の女性と浮気をしている。

## エピソードリスト

### シーズン1 (2005)
1. セックスと熊とビデオテープ You Can't Miss the Bear
2. 架空ビジネスのススメ Free Goat
3. 魔法のレシピ Good Shit Lollipop
4. トラブルメーカー現る Fashion of the Christ
5. 売人が転職を考える時　Lude Awakening
6. 鬼のいぬ間の宝探し Dead in the Nethers
7. 大学生はマリファナがお好き Higher Education
8. 縁は異なもの味なもの The Punishment Light
9. ナンシー捕まる The Punishment Lighter
10. ママは偽善者 The Godmother

### シーズン2 (2006)
1. それぞれの決意 Corn Snake
2. 前途多難なニュービジネス Cooking with Jesus
3. 恋のギャンブル Last Tango in Agrestic
4. もう一人の自分 A.K.A. The Plant
5. ご近所はライバル Mrs. Botwin's Neighborhood
6. ラブ・パニック Crush Girl Love Panic
7. カエルの子はカエル Must Find Toes
8. ミルフでガッポリ大もうけ MILF Money
9. 思い出のピニャータ Bash
10. 足を洗って出直します Mile Deep and a Foot Wide
11. 迷えるボトウィン家 Yeah, Like Tomatoes
12. 最後に笑うのは誰だ Pittsburgh

### シーズン3 (2007)
1. 命懸けの探し物 Doing the Backstroke
2. 傷だらけのお出迎え A Pool and His Money
3. 新しい取引とワナ The Brick Dance
4. 就職活動と販売活動 Sh*t Highway
5. 目には目を 銃にはクサを Bill Sussman
6. おかしな師弟関係 Grasshopper
7. ボスからの信頼度 He Taught Me How to Drive By
8. 1万ドルの稼ぎ方 The Two Mrs. Scottsons
9. 奇妙な友達関係 Release the Hounds
10. 大金と友情と人生の危機 Roy Till Called
11. 恐喝される住人たち Cankles
12. ボスの重大な責任 The Dark Time
13. 危険を冒す価値のあるもの Risk
14. 仕事とプライベートの境界線 Protection
15. 大切な忘れ物 Go

### シーズン4 (2008)
1. Mother Thinks The Birds Are After Her
2. Lady's a Charm
3. The Whole Blah Damn Thing
4. The Three Coolers
5. No Man is Pudding
6. Excellent Treasures
7. Yes I Can
8. I Am the Table
9. Little Boats
10. The Love Circle Overlap
11. Head Cheese
12. Till We Meet Again
13. If You Work for a Living, Why Do You Kill Yourself Working?